# Жабасак
Жабаса́к (каз. Жабасақ) — село у складі Айтекебійського району Актюбінської області Казахстану. Адміністративний центр Жабасацького сільського округу.
Населення — 665 осіб (2021; 863 у 2009, 1193 у 1999, 1248 у 1989).